# لنا آندرشون
لنا اندرشون (زاده ۱۸ آوریل ۱۹۷۰) نویسنده و روزنامه‌نگار سوئدی است. از او تصرف عدوانی (رمان) به فارسی منتشر شده‌است.

## زندگی
او دوران کودکی را در حومه استکهلم سپری و بعداً به تورشبی نقل مکان کرد و به اسکی به عنوان ورزش رقابتی مشغول بود. سپس به استکهلم بازگشت. در آنجا در رشته‌های زبان انگلیسی، علوم سیاسی و زبان آلمانی تحصیل کرد و ابتدا به عنوان روزنامه‌نگار ورزشی مشغول به کار بود. او برای روزنامه سونسکا داگبلادت نقد ادبی می‌نوشت و در روزنامه داگنز نی‌هتر ستون‌نویس بود.
در سال ۱۹۹۹ نخستین رمان خود، «آن موقع خوب بود؟» (به سوئدی: ?Var det bra så)، را منتشر کرد. برای رمان «تصرف عدوانی» در سال ۲۰۱۳ برنده جایزه آگوست در بخش ادبیات داستانی شد. ۲۰۱۴ رمان «بدون مسوؤلیت شخصی» (به سوئدی Utan personligt ansvar) منتشر شد که شخصیت اصلی این رمان هم استر نیلسون (شخصیت اصلی تصرف عدوانی) است.